# Bartonella henselae
Bartonella henselae is een bacterie die bij katten vaak voorkomt. In de kat kan de bacterie zich namelijk goed vermenigvuldigen, maar veroorzaakt geen ziekteverschijnselen. Indien een mens besmet wordt met deze bacterie dan kan die persoon de kattenkrabziekte krijgen. De bacterie kan de bloedvaten aantasten.